# قایق نجات کلاس دی (آی‌بی۱)
لایف‌بوت کلاس دی (آی‌بی۱) (به انگلیسی: D-class lifeboat (IB1)) یک کلاس از کشتی است که طول آن ۴٫۹ متر (۱۶ فوت) می‌باشد.